# AWADo

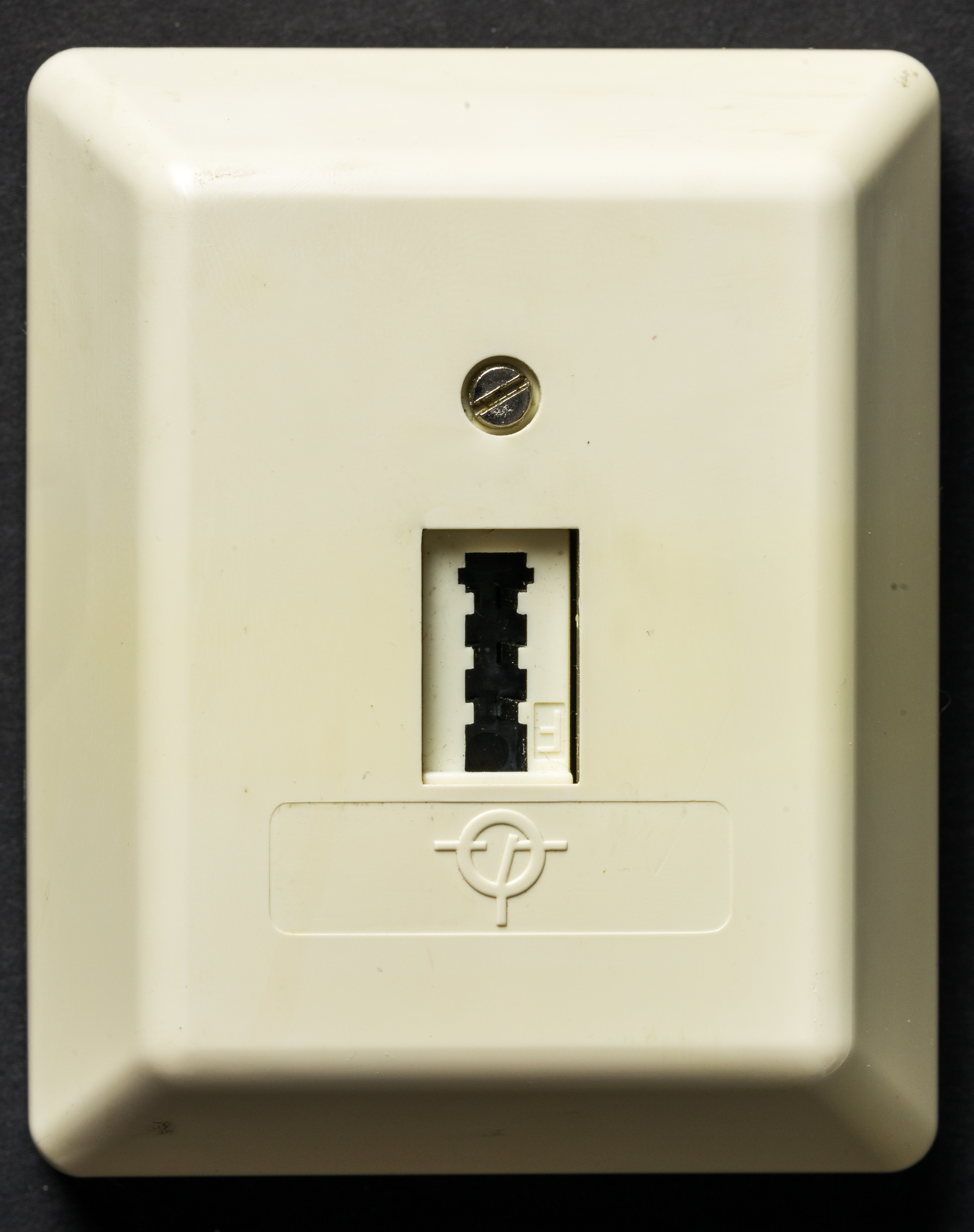
AWADo 1/2 mit TAE-F-Dose

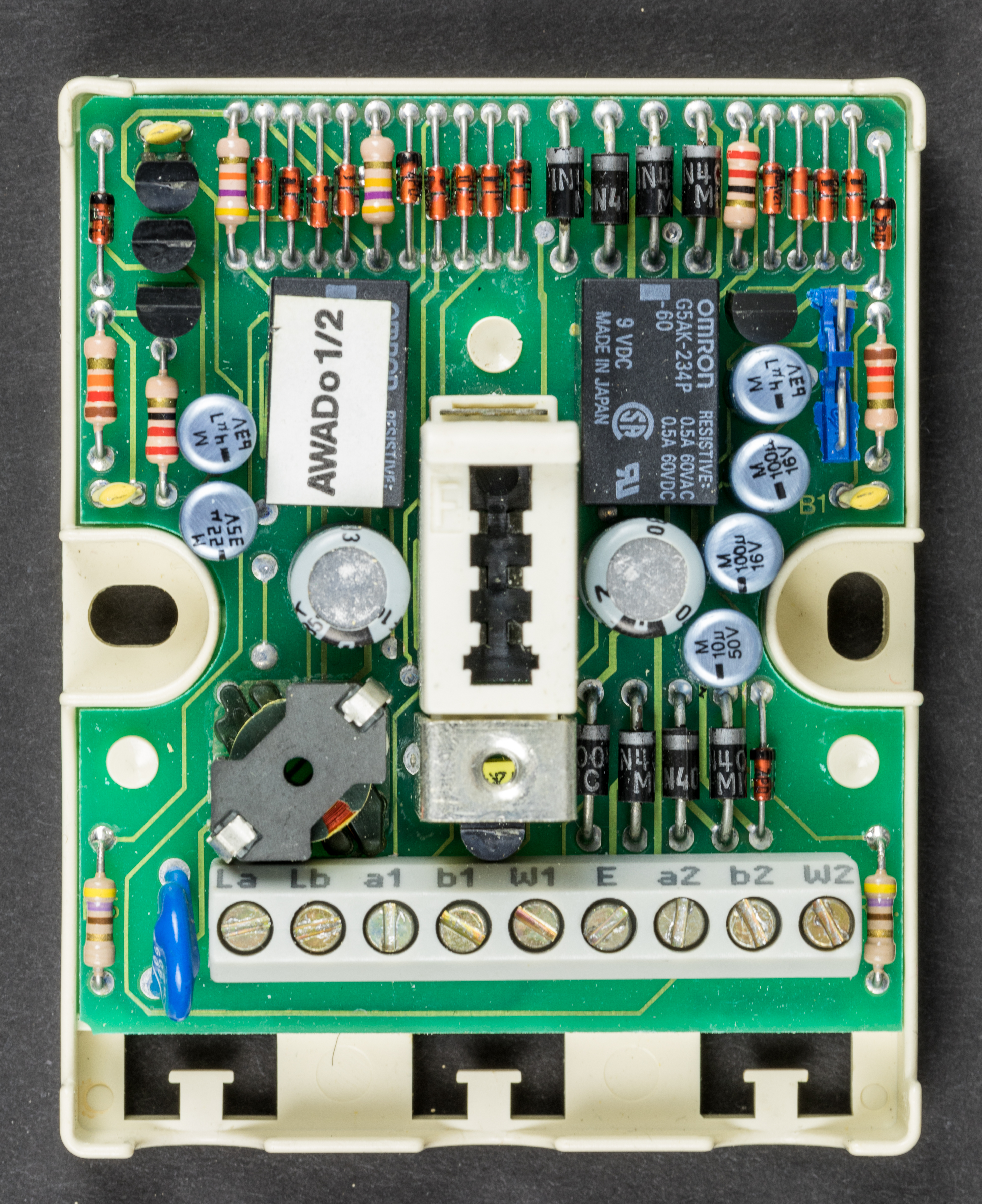
Geöffnete AWADo

Eine Automatische Wechselschalter-Anschlussdose ermöglicht die Anschaltung von zwei analogen Telefonen oder einem Telefon und einer privaten Zusatzeinrichtung der Gruppe B an eine analoge Leitung. Der Anschluss kann entweder über die Hauptanschlussleitung (HAsl) oder an einer Nebenstellenanschlussleitung (NAsl) erfolgen.

## Aussehen
Die AWADo hat das Aussehen einer herkömmlichen TAE-F-Dose (eine Buchse für einen TAE-F-Stecker). Das einzige äußerliche Unterscheidungsmerkmal ist ein Umschalterzeichen auf der Abdeckung. Ältere Ausführungen haben das Aussehen einer Verbinderdose. Sie besitzen allerdings keine direkte Anschlussmöglichkeit für ein Endgerät.
Es gibt sowohl eine Aufputz- als auch eine Unterputz-Version.

## Betriebsweisen
Die AWADo kennt zwei Betriebsweisen:
- Betriebsart AWADo 1: Betrieb für zwei gleichberechtigte Telefone. Das Telefon, das zuerst die Amtsleitung belegt, erhält die Verbindung.
- Betriebsart AWADo 2: Betrieb für zwei Telefone oder ein Telefon und eine private Zusatzeinrichtung der Gruppe B (ZGB). Das Telefon, das an Sprechstelle 1 angeschlossen ist, ist bevorrechtigt. Sobald am Telefon 1 der Telefonhörer abgenommen wird, erhält dieses die Verbindung, auch wenn an Sprechstelle 2 bereits eine Verbindung besteht.
- Betriebsart AWADo 1/3 : Ausführung für die Anschaltung von drei Telefonen
- Betriebsart AWADo 1/4 : Ausführung für die Anschaltung von vier Telefonen

Es gibt Geräte jeweils in der Ausführung AWADo 1, AWADo 2 und AWADo 1/2. Bei der Ausführung AWADo 1/2 lassen sich die Betriebsarten 1 oder 2 an einem Schalter, Steckbrücke oder ähnlichem in der AWADo umschalten.

## Anschluss
Der Anschluss erfolgt über Schraubklemmen im Inneren der AWADo. Es sind Klemmen vorhanden für:
| La | Amt (bzw. von der Telefonanlage) a-Ader        |
| Lb | Amt (bzw. von der Telefonanlage) b-Ader        |
| E  | Fernmeldebetriebserde (nur bei Telefonanlagen) |
| a1 | Sprechstelle 1 a-Ader                          |
| b1 | Sprechstelle 1 b-Ader                          |
| W1 | Sprechstelle 1 W-Ader (Wecker-Ader)            |
| a2 | Sprechstelle 2 a-Ader                          |
| b2 | Sprechstelle 2 b-Ader                          |
| W2 | Sprechstelle 2 W-Ader                          |

Die AWADo funktioniert bei Nutzung des Impulswahlverfahrens nur mit Telefonen, die eine W-Ader besitzen. Diese ist nur bei alten Bundespost- oder Telekom-Geräten vorhanden. Neuere Apparate besitzen keine W-Ader mehr. Bei Nutzung des Mehrfrequenzwahlverfahrens können auch Telefone ohne W-Ader genutzt werden; an den betreffenden Sprechstellen sind Brücken zwischen a und W einzusetzen.
Für die AWADo-2-Funktion ist ferner ein Telefon mit Abschaltung der W-Ader (die meisten Telefone mit Tastenwahlblock der Deutschen Bundespost) bei abgenommenem Telefonhörer an Sprechstelle 1 erforderlich. Telefone mit Nummernschalter (W48, FeTAp 61, FeTAp 79) schalten die W-Ader bei abgenommenem Telefonhörer nicht ab. Deshalb funktioniert diese Betriebsart mit einem Telefon ohne Abschaltung der W-Ader an Sprechstelle 1 nicht.
An Sprechstelle 2 kann auch ein Endgerät ohne W-Ader angeschlossen werden. Dann muss zwischen a2 und W2 eine Drahtbrücke eingefügt werden.
Das gilt auch bei älteren AWADos an Sprechstelle 1, die keine TAE-F-Buchse besitzen. Bei AWADos mit TAE-F-Buchse kann an diese nur ein Telefon mit W-Ader angeschlossen werden. Sonst muss man über die Schraubklemmen a1, b1 und W1 eine andere TAE-Dose anschließen, dort die Drahtbrücke einfügen und das Telefon 1 einstecken. Die TAE-Buchse in der AWADo darf dann nicht benutzt werden, da die Schraubklemmen a1, b1 und W1 automatisch abgeschaltet werden. Deshalb ist das alleinige Einfügen einer Drahtbrücke dort auch wirkungslos (die dort eingefügte Drahtbrücke dient nur dem korrekten Auslösen der Verbindung bei Abziehen des Steckers). Das ist auch nur bei Telefonen empfehlenswert, die das Mehrfrequenzwahlverfahren unterstützen.
In der letzten Dose einer TAE-Reihenschaltung, die an einer AWADo angeschlossen ist, muss immer eine Drahtbrücke zwischen a2 und W eingefügt werden. Fehlt diese Brücke am Ende der Reihenschaltung eines Zweiges, so blockiert die AWADo häufig, falls an dem betreffenden Zweig kein Telefon angeschlossen ist oder das Telefon abgesteckt wird; der andere Zweig kann dann keine Verbindung mehr herstellen. Ist die Brücke vorhanden, wird beim Abstecken des Telefons von dem betroffenen Zweig die W- mit der auf den Kontakt a2 durchgeschalteten a-Ader verbunden und die AWADo löst aus.
Bei älteren AWADos dürfen La und Lb nicht vertauscht werden. Die Reihenfolge der Anschlüsse a, b, W zur Apparateseite muss bis zum Telefon genau eingehalten werden.
Bei einer Telefonanlage muss die Fernmeldebetriebserde bis zu den Telefonen durchverbunden werden.

## Weiterentwicklung
Aufgrund des Fehlens der W-Ader bei modernen Telefonen wird die AWADo heute nicht mehr hergestellt. In den 1980er / 1990er Jahren entstand die Weiterentwicklung Automatischer Mehrfachschalter (AMS Typ 1/2) oder T2-Schalter, den es auch für bis zu vier Telefone (Typ 1/4) gibt. Hier werden die Sprechstellen nur noch mit zwei Adern verbunden. Eine Bevorrechtigungsfunktion wie bei der AWADo 2 ist hier aber nicht mehr vorhanden.